# Heinz Felfe
Johannes Paul Heinz Felfe (* 18. März 1918 in Dresden; † 8. Mai 2008 in Berlin) war ein deutscher Doppelagent. Er war Angehöriger des Sicherheitsdienstes des Reichsführers SS (SD), der Organisation Gehlen und des Bundesnachrichtendienstes (BND). Nach zehnjähriger Agenten-Tätigkeit für das MGB/KGB wurde er 1961 verhaftet, 1963 zu 14 Jahren Zuchthaus verurteilt und 1969 in die DDR ausgetauscht. Dort wurde er Professor an der Humboldt-Universität zu Berlin und veröffentlichte seine Memoiren. Felfe war der erste bedeutende Verratsfall im BND.

## Leben

### Frühe Jahre
Heinz Felfe war der einzige Sohn von Johann Felfe (* 1863 in Särka, Oberlausitz) und Elisabeth Ulrich (* 25. August 1880 in Bautzen). Sein Vater wurde 1926 Kriminalinspektor in Dresden und übernahm später das Sittendezernat. Felfe besuchte ab dem Frühsommer 1924 für vier Jahre die 24. Volksschule in Dresden. Im Sommer 1928 wechselte er auf die schulgeldpflichtige, reformpädagogische Dürerschule (zugleich 51. Volksschule) in Dresden. Er engagierte sich in der evangelischen Jugend, im Jungdeutschen Orden (Jungdo) und in der Deutschen Jungenschaft vom 1. November 1929 (dj 1.11), die sich in der Tradition des Wandervogels sah. Des Weiteren schloss er sich der „Ringgemeinschaft freier Pfadfinder“ an.
Am 15. Juli 1931 trat Felfe dem Nationalsozialistischen Schülerbund (NSS) bei. Mit dessen Überführung in die Hitlerjugend (HJ) wurde er im Januar 1932 bis zum 1. März 1936 deren Mitglied. Felfe gehörte zum HJ-Bann 100, Ortsgruppe Dresden. Vom Januar 1932 bis Juli 1933 beteiligte er sich an vormilitärischen Ausbildungslehrgängen der „Schwarzen Reichswehr“ auf dem Truppenübungsplatz Königsbrück im Lager Schmorkau und nahm am ersten Reichsjugendtreffen am 1. und 2. Oktober 1932 in Potsdam teil. Ende 1932 wurde er HJ-Scharführer und 1934 Adjutant des Bannführers. Im Bann brachte er es bis zum Personalleiter. Nachdem sein Bannführer im Zuge des Röhmputsches abgesetzt worden war, wechselte Felfe kurz in den Stab des Oberbanns 5 in Bautzen und dann in den Dresdener Gebietsstab 16 auf einen Dienstposten „zur besonderen Verwendung“.
Zum 31. März 1934 endete Felfes Schulbesuch und er nahm eine dreijährige Lehre zum Feinmechaniker beim Unternehmen Müller & Wetzig, einer Spezialfabrik für Projektions- und Vergrößerungsapparate in Dresden auf. Vom 24. Januar bis zum 31. März 1935 absolvierte er als Freiwilliger im Polizeidienst einen Ausbildungslehrgang für Ergänzungsmannschaften bei der 14. Hundertschaft der sächsischen Landespolizeigruppe Leipzig und wurde am 24. Januar 1935 zum Ergänzungswachtmeister ernannt. Noch mit 17 Jahren bewarb sich Felfe mit Einverständnis seines Vaters bei der Allgemeinen SS. Am 11. Februar 1936 wurde er als Staffel-Bewerber einer Sondereinheit dem SS-Oberabschnitt Elbe zugeordnet. Felfe wurde Angehöriger der SS-Motoreinheit (1/M06), die ab 1938 SS-Kraftfahreinheit (1/K6) und später als SS-Motorsturm bezeichnet wurde.
Mit 18 Jahren lernte Felfe seine spätere Ehefrau Margarethe Ingeborg Conrad kennen – wie er eine überzeugte Nationalsozialistin –, die er 1942 heiratete. Zum 1. Mai 1936 trat er der NSDAP bei (Mitgliedsnummer 3.710.348). Vom 25. April bis zum 15. Mai 1937 absolvierte er die Kfz-Ausbildung bei der SS-Motorschule in Berne bei Bremen. Am 1. Juli 1937 wurde er als Anwärter zum „Staffel-Mann“ ernannt. Ab September 1937 arbeitete er in der NSDAP-Gauleitung Sachsen als hauptamtlicher Registerführer des Gaugerichts in Dresden. Später stieg er zum Leiter der Geschäftsstelle des Gaugerichts auf. Am 27. Dezember 1937 trat er aus der evangelischen Kirche aus. Am 30. Januar 1938 endete seine SS-Probezeit und er wurde zum SS-Sturmmann ernannt (SS-Nr. 286.288). Am 20. April 1938, dem „Führergeburtstag“, leistete er den SS-Treueeid. Mit 20 Jahren wurde Felfe wehrpflichtig und am 22. Juni 1938 beim Wehrbezirkskommando Dresden I als „tauglich“ gemustert. Vom 20. September bis zum 26. Oktober 1938 absolvierte er „im Beurlaubtenstande“ eine Übung beim motorisierten Pioniersturm der SS-Verfügungstruppe, währenddessen er an der Besetzung des Sudetenlandes teilnahm und dafür am 22. Mai 1939 mit der Sudetenland-Medaille ausgezeichnet wurde.

### Reichsarbeitsdienst und Wehrmacht
Zum 1. April 1939 wurde Felfe zum Reichsarbeitsdienst (RAD) eingezogen, wozu er seinen Posten beim Gaugericht aufgeben musste. Er kam ins RAD-Lager „Wolfgang A. Mozart“ in Niederrödern bei Radeburg, wo er der Arbeitsgruppe 150 der 11. Abteilung angehörte. Als Arbeitsmann wurde er am 20. April 1939 erneut auf den „Führer“ vereidigt. Seine Einheit baute vor allem den Stausee in Radeburg und die nahe Reichsautobahn aus. Felfe strebte nach seiner Lehre ein Studium der Rechtswissenschaft an. Da er kein Abitur besaß, wollte er das sogenannte Langemarck-Studium für „besonders begabte Volks- und Mittelschüler“ absolvieren. Ein Ausleselager in Bielatal bei Königstein absolvierte er vom 24. Juli bis zum 26. August 1939 erfolgreich. Sein Vorstudium sollte im November 1939 beginnen. Am 26. August 1939 wurde Felfe im Rahmen der Generalmobilmachung zum Militär eingezogen. Vier Tage später leistete er als Soldat den Führereid. Die RAD-Abteilungen wurden in Bau-Bataillone umgewandelt, die Wege, Brücken und Flugplätze instand setzen oder anlegen, Aufräumarbeiten durchführen oder Transporte von Kriegsgefangenen bewachen sollten. Felfe wurde dem 3./Bau-Bataillon 120 zugeteilt, das im rückwärtigen Bereich der 10. Armee zum Einsatz kommen sollte.
Felfes Kriegseinsatz dauerte jedoch nur zehn Tage. Er neigte zeitlebens zur Kränklichkeit und zog sich eine schwere Lungen- und Rippenfellentzündung zu. Am 6. Oktober 1939 wurde er ins Lazarett ins oberschlesische Beuthen und am 30. Oktober 1939 ins Reservelazarett nach Bad Landeck in Schlesien gebracht. Am 23. November 1939 wurde er ins Reservelazarett Dresden I verlegt. Am 29. Februar 1940 wurde er entlassen mit dem Tauglichkeitsgrad „garnisonsverwendungsfähig Heimat“. Er wurde jedoch bis zum 26. Mai 1941 für den aktiven Wehrdienst zurückgestellt und in die Ersatzreserve II überführt.

### Sicherheitsdienst des Reichsführers SS
Der arbeitslose Felfe bemühte sich erneut um ein Langemarck-Studium und wurde vom SD, dem Sicherheitsdienst des Reichsführers SS als V-Mann angeworben. Er verpflichtete sich dazu am 31. Juli 1940. Im November 1940 trat er das Vorstudium in Radebeul (siehe Goldschmidtvilla) an, das bis Ostern 1941 dauern sollte. Am 26. November 1940 beantragte er die Anerkennung einer Wehrdienstbeschädigung sowie eine Entschädigung. Das zuständige Fürsorge- und Versorgungsamt erkannte die Wehrdienstbeschädigung an, gewährte jedoch keine Entschädigung. Am 24. März 1941 erlangte Felfe die Hochschulreife. Da Langemarck-Absolventen verpflichtet waren, fünf Jahre in Partei- oder Staatsorganen zu arbeiten, hielten Ende 1940 Behördenvertreter Anwerbevorträge vor den Studenten, darunter auch ein Mitarbeiter des SD und der Sicherheitspolizei (SiPo). Daraufhin bewarb sich Felfe als „Anwärter für den leitenden Dienst“ der SiPo und im SD im Reichssicherheitshauptamt (RSHA). Nachdem er bereits für den SD gearbeitet hatte, wurde er nun am 7. Februar 1941 in den SD übernommen und zum SS-Unterscharführer ernannt. Im April 1941 bestand er die Eignungsprüfung.
Mit Wirkung vom 1. Mai 1941 wurde Felfe als Anwärter für den leitenden Dienst der SiPo und des SD zum RSHA einberufen. Zunächst absolvierte er einen zehntägigen Lehrgang für angehende SS-Untersturmführer in Frauenberg. Nach zwei Musterungen am 26. Mai und 2. September 1941 wurde er erneut bis zum 31. März 1942 vom Kriegsdienst zurückgestellt.
Am 31. Juli 1941 bewilligte das Heiratsamt im Rasse- und Siedlungshauptamt Felfes Heiratsantrag. Felfe verlobte sich am 5. April 1942 und heiratete am 25. Juli 1942. Das Paar zog nach Dölzschen im Südwesten von Dresden, zunächst in die Residenzstraße 27 und im September 1942 in die Straße Am Kirschberg 50. Der Sohn Hans-Ulrich „Uli“ Felfe wurde am 7. März 1944 geboren.
Felfe begann das Studium der Rechtswissenschaft an der Friedrich-Wilhelms-Universität (heute Humboldt-Universität) und wohnte bei seinem Onkel in Berlin-Tempelhof (Kaiserin-Augusta-Straße 51). Er studierte vom Sommer 1941 bis Sommer 1942 drei Semester, wobei er das letzte nicht mehr abschließen konnte. Als Angehöriger des RSHA musste er neben den regulären Vorlesungen an sogenannten Mittwochs-Kolloquien und Pflichtsport (Reiten, Schießen, Fechten) teilnehmen.
Felfe absolvierte Pflichtpraktika an den SiPo-Dienststellen Berlin und Dresden und berufspraktische Ausbildung in den Arbeitsbereichen von SiPo und SD. Für die Ausbildung wurde er als Kriminalanwärter der Kriminalpolizeileitstelle des Polizeipräsidiums Berlin zugeordnet. Er arbeitete auch im Reichskriminalpolizeiamt, den Leitstellen Berlin und Dresden sowie in der StaPo-Leitstelle der Gestapo in Dresden und im Kriminaltechnischen Institut der SiPo. Am 30. September 1941 bewilligte das Reichsjustizprüfungsamt Felfes Antrag zur Zulassung zum Notexamen, der ersten juristischen Staatsprüfung bereits nach fünf Semestern. Am 30. Januar 1942 wurde er zum SS-Oberscharführer befördert. Anfang 1942 wurde der Vorbereitungsdienst für den leitenden Dienst jedoch kriegsbedingt eingestellt. Felfe wurde vom 1. März bis zum 9. Juni 1942 an die Kriminalpolizeileitstelle Dresden entsandt.
Vom 10. Juni 1942 bis zum 5. März 1943 besuchte Felfe den 32. Kriminalkommissar-Anwärterlehrgang. Von den 35 Teilnehmern war Felfe der jüngste und der einzige ohne einschlägige Vorerfahrung in Polizei oder Gestapo. Dennoch bestand er den Kurs als Lehrgangsbester und wurde am 5. März 1943 zum Hilfs- und Probekommissar sowie zum SS-Untersturmführer ernannt. Zwei Wochen später wurde er nach Gleiwitz versetzt. Über die Verwendung in der Provinz war Felfe angesichts seiner Leistungen enttäuscht.
Bereits am 28. August 1943 wurde Felfe jedoch ins RSHA abgeordnet und im Referat VI B 3 (Schweiz; Liechtenstein) im Sachgebiet „Auswertung“ als Sachbearbeiter eingesetzt. Er sollte in der Schweiz ein Agentennetz aufbauen, V-Männer rekrutieren und ausbilden sowie außenpolitisch relevante Agentenberichte bearbeiten. Am 18. November 1943 wurde Felfe nach absolvierter Probezeit zum Kriminalkommissar befördert und trat ins Beamtenverhältnis ein. Anfang 1944 musste er aufgrund von Auslandseinsätzen seiner Vorgesetzten faktisch die Dienstgeschäfte des Referates führen. Dafür erhielt er das Kriegsverdienstkreuz II. Klasse. Am 20. April 1944 wurde er zum SS-Obersturmführer ernannt.
Im Mai 1944 wurde Felfes Referat nach Zossen ins Lager Maybach II verlegt. Nach dem Attentat vom 20. Juli 1944 wurde das Amt Ausland/Abwehr großteils in das RSHA eingegliedert. Der Leiter des dortigen Schweizreferats leitete nun Felfes Referat kommissarisch in Personalunion. Ende 1944 wurde Felfe in die Niederlande versetzt, wo er sich am 26. Dezember 1944 in Den Haag meldete. Er wurde als stellvertretender Dienststellenleiter nach Enschede entsandt. Dort leistete er Routinedienst und instruierte auf Dienstreisen innerhalb der Niederlande SD-Quellen. Bereits am 22. Januar 1945 wurde er zurückbeordert und fuhr zum Ausweichstandort des RSHA.
Felfe meldete, sein Vorgesetzter in Enschede, Hinrich Ahrens, habe eine außereheliche Beziehung mit Charlotte Otto. Daraufhin schickte ihn Eugen Steimle zurück mit dem Auftrag, diesen zu beobachten. Nachdem Felfe drei Tage lang in Enschede den Ehemann von Charlotte Otto, Ernst Jakob Otto, verhört hatte, gestand dieser Kontakte zum niederländischen Widerstand. Otto wurde daraufhin hingerichtet und Felfe mit dem Kriegsverdienstkreuz I. Klasse mit Schwertern ausgezeichnet. Am 8. März 1945 nahm er mutmaßlich an der Erschießung von 263 Gefangenen teil, eine Vergeltungsmaßnahme für das Attentat auf Hanns Albin Rauter. Am 1. April 1945 setzte sich Felfes Dienststelle von Enschede nach Groningen und am 14. April weiter nach Oostmahorn ab. Von dort setzten sie unter Beschuss der anrückenden kanadischen Streitkräfte auf die Insel Schiermonnikoog über. Noch am 5. Mai 1945 wurde Felfe auf den Nachfolger Hitlers und Reichspräsidenten Karl Dönitz vereidigt. Erst am 31. Mai 1945, 23 Tage nach der Kapitulation der Wehrmacht, ergab sich Felfe mit weiteren SS- und SD-Angehörigen den Kanadiern; die letzten 600 Soldaten auf Schiermonnikoog erst am 11. Juni 1945.
Im Amt VI des RSHA lernte er den aus Dresden stammenden Johannes „Hans“ Clemens kennen, mit dem und mit Erwin Tiebel ihn bis 1961 die Doppelagententätigkeit verband.

### Kriegsgefangenschaft
Felfe wurde von der 1. Kanadischen Armee gefangen genommen und nach Groningen gebracht, wo er bis zum 27. Juni 1945 blieb. Am 12. Juli 1945 wurde er in das Gefängnis Noordsingel nach Rotterdam und nach einem Monat nach Utrecht verlegt. Am 23. November 1945 kam er ins britische „Combined Services Detailed Interrogation Center“ (CSDIC) in das alte Fort Blauwkapel. Felfe verriet alle ihm bekannten Kameraden sowie die Agenten in der Schweiz und den Niederlanden. Dafür missachteten ihn die mitinhaftierten SD-Angehörigen. Als Dank für seinen Verrat bescheinigten ihm die Briten, kein Kriegsverbrecher und für die neue deutsche Polizei besonders geeignet zu sein.
Felfe erklärte sich bereit, für den britischen Nachrichtendienst (SIS) zu arbeiten. Am 12. Juli 1946 kam er ins Kamp de Beer bei Rotterdam und nach zwei Wochen in das Gefängnis „Bewarings- en Verblijfskamp Duindorp“ bei Scheveningen. Durch eine List – er gab sich als Oberleutnant statt SS-Obersturmführer sowie als wohnhaft in Münster aus – wurde er am 31. Oktober 1946 im Internierungs- bzw. Entlassungslager Münster entlassen.

### Nachkriegsjahre
Felfes Frau riet ihm, keinesfalls in die Sowjetische Besatzungszone (SBZ) zu kommen, und auch Felfe fürchtete Repressalien als ehemaliger SD-Angehöriger. Sie gab ihm die Kontaktadresse einer Freundin, Gisela Hering, in Honnef, wohin Felfe am 1. November 1946 reiste. Bei der behördlichen Anmeldung gab er den Namen „Felfe, genannt Freiberg“ an. Diesen Decknamen hatte er auch als Kriminalkommissar geführt. Er wurde jedoch unter dem Doppelnamen „Felfe-Freiberg“ registriert. Von Dezember 1946 bis Juni 1950 bezog er eine Unterkunft in Rhöndorf (Auf dem Rüdel), nur 300 Meter vom Haus Konrad Adenauers entfernt.
Eine Anstellung als Polizist fand Felfe trotz Bewerbungen und Vorsprachen nicht. Zunächst lebte er vom Schwarzmarkthandel. Vom 4. Juli 1947 bis 14. April 1950 war er V-Mann des britischen SIS, wofür er anfangs 400 Reichsmark monatlich sowie Lebensmittel erhielt. Nach der Währungsreform 1948 wurde er auf Honorarbasis entlohnt. Anfang 1947 kam seine Frau mit dem Sohn endgültig aus Dresden nach.
Felfe erhielt den Auftrag, kommunistische Studenten zu beobachten, wozu er sich mit Hilfe des SIS an der Rheinischen Friedrich-Wilhelms-Universität Bonn im Studiengang Rechtswissenschaft immatrikulierte und auftragsgemäß zur Tarnung Mitglied der KPD wurde. Im Januar 1948 reiste er unter dem Decknamen „Heinz Freiberg“ in die SBZ, erledigte private Dinge und holte persönliche Gegenstände nach Westdeutschland. Vergeblich bemühte er sich um eine Anstellung in der Privatwirtschaft. Als Agent provocateur war Felfe Mitgründer des „Marxistischen Studentenzirkels“, wurde dessen dritter Vorsitzender sowie Schriftführer und Kassenwart. Später wurde dieser in Studienzirkel zum Studium des Kommunismus umbenannt und am 25. Juni 1950 aufgelöst.
Ende 1948 wurde Felfe wegen Fragebogenfälschung, damals vergleichbar mit einem Meineid, angeklagt. Er hatte bei seiner Bewerbung bei der Wasserschutzpolizei Köln seine SD-Zugehörigkeit unerwähnt gelassen, was diese durch eine Anfrage beim Berlin Document Center herausgefunden hatte. Durch die Intervention der Briten wurde die Anklage eine Woche später fallen gelassen. Am 3. Oktober 1948 wurde Felfes Tochter Ursula („Ursel“) Ingeborg Felfe-Freiberg geboren.
Als freier Journalist einer kommunistischen Zeitung getarnt, forschte Felfe die KPD im Parlamentarischen Rat aus, lieferte unter anderem Berichte über die KPD-Fraktion sowie über Max Reimann und Heinz Renner.
Bei einem Besuch bei seiner Schwiegermutter in Dölzschen im Juli 1949 wurde Felfe von einem Nachbarn und SED-Mitglied als ehemaliger SD-Angehöriger erkannt und der Polizei gemeldet. Felfe erfuhr dies jedoch rechtzeitig, konnte seiner Verhaftung knapp entgehen und unbehelligt abreisen. Vom 21. August bis zum 4. September 1949 forschte er den FDJ-Zentralrat und die Westkommission der SED in Berlin sowie die westdeutschen Teilnehmer der Goethe-Festtage der deutschen Nation in Weimar aus. Um nach den ersten Bundestagswahlen die KPD-Fraktion im Deutschen Bundestag ausforschen zu können, erhielt Felfe auf sein Drängen mit britischer Unterstützung am 20. Oktober 1949 seine Entnazifizierungs-Papiere, wonach er „Entlasteter“ (Kategorie V) war.
Felfes Bewerbung bei der Kölner Wasserschutzpolizei blieb erfolglos, aber deren Leiter vermittelte ihm einen Kontakt zur Düsseldorfer „Informationsstelle“, dem Vorläufer des späteren Landesamtes für Verfassungsschutz Nordrhein-Westfalen, genauer zu dessen Leiter der Auswertung Hermann Hennes, später Bochumer Polizeipräsident. Felfe bot Hennes die im britischen Auftrag gesammelten Informationen an und wurde so zum Nachrichtenhändler. Er bewarb sich auch beim neuen Bundeskriminalamt (BKA) und hatte ein Vorstellungsgespräch beim zuständigen BKA-Referenten im Bundesministerium des Innern, Max Hagemann.
1950 verlor Felfe seine Zugänge zur KPD. Die Partei verdächtigte ihn, sie auszuspionieren. Hennes warnte Felfe vor Reisen in den Ostblock. Man wolle ihn „verschwinden“ lassen. Die Briten verloren daher ihr Interesse und schalteten Felfe als V-Mann am 14. April 1950 ab. So blieb ihm nur die Arbeit für die Informationsstelle, für die er den „Nauheimer Kreis“ und die Nationale Front ausforschte. Seit Ende April 1950 gehörte er unter dem Namen „Heinrich Felfe“ zu dessen geschäftsführendem Ausschuss in NRW. Außerdem verfasste er auf Honorarbasis Berichte für das Bonner Büro der Berliner Zeitung. Im Januar schrieb er einen kritischen Artikel über den Leiter der Informationsstelle, Fritz Tejessy. Am 18. Juni 1950 unterschrieb Felfe den Mietvertrag für seine neue Wohnung in Honnef in der Asbacherstraße 3.
Am 1. Juli 1950 begann Felfe für das Bundesministerium für gesamtdeutsche Fragen in der „Dienststelle Probst“ als Befrager für Zonenflüchtlinge im Notaufnahmelager Gießen, wo auch Mitarbeiter des Landesamtes für Verfassungsschutz Hessen arbeiteten, mit denen die Befrager zusammenarbeiteten. Felfe nahm sich ein Zimmer zur Untermiete und arbeitete unter dem Dienstnamen „Frenkel“. Er entwickelte sich zum Experten für die ostdeutsche Volkspolizei (VP) und schrieb am „Gelbbuch“ über die VP und das MfS mit. Im zweiten Halbjahr 1950 bewarb er sich beim Bundesamt für Verfassungsschutz (BfV), erhielt jedoch am 22. Februar 1951 eine Absage des BKA und des BfV, das auf Nachfrage vom britischen Geheimdienst negative Beurteilungen zu Felfe erhalten hatte. Sein reguläres Arbeitsverhältnis endete aufgrund von Umstrukturierungen am 30. Juni 1951. Von da an sollte er nur einzelne Monatsverträge erhalten. Diese endeten im Juli 1951. Nach einer letzten Urlaubsvertretung in Westberlin vom 2. August bis zum 14. September 1951 war Felfe wieder arbeitslos. Im Sommer 1951 bewarb er sich erneut beim BfV in Unkenntnis der dort vorliegenden negativen Informationen über ihn.
In seiner finanziellen und beruflichen Notsituation bat Felfe seinen Freund Johannes Clemens, der schon über ein Jahr für die Sowjets arbeitete, um einen Kontakt zu diesen. Am 2. September 1951 unterzeichnete Felfe in der KGB-Zentrale in Berlin-Karlshorst seine schriftliche Erklärung zur Zusammenarbeit, erhielt den Tarnnamen „Paul“ und 300 D-Mark.
Am 18. September 1951 besuchte Wilhelm Krichbaum Felfe, um ihn für eine Mitarbeit in der Generalvertretung L der Organisation Gehlen zu überprüfen. Zuvor war Felfe von Clemens getippt worden, das heißt Clemens gab dem KGB einen Hinweis, Felfe könne von nachrichtendienstlichem Interesse sein und sich möglicherweise als Quelle eignen. Am 18. Oktober 1951 flog Felfe erneut nach Berlin und lernte dort seinen langjährigen Führungsoffizier Witali K. Korotkow kennen.

### Annäherung an die Organisation Gehlen
In der Zentralen Rechtsschutzstelle (ZRS) unter dem umstrittenen NS-Juristen Hans Gawlik arbeitete als „Sonderverbindung“ von Siegfried Ungermann in der Organisation Gehlen Hans-Gottfried von Watzdorf. Watzdorf gab Hinweise auf Personal an Ungermann. Die ZRS kümmerte sich um den Rechtsschutz deutscher Kriegsverbrecher im Ausland und um Rückwanderer. Watzdorf hatte vor seiner Tätigkeit in Bonn für die Landesarbeitsgemeinschaft für Kriegsgefangene in Bayern unter Hans von Herwarth in der Bayerischen Staatskanzlei gearbeitet. Herwarth war nun Protokollchef bei Konrad Adenauer und ebenfalls eine „Sonderverbindung“ der Organisation Gehlen. Herwarth war mit dem stellvertretenden Leiter der Dienststelle GV C, Siegfried Ungermann seit Kriegszeiten eng befreundet.
Watzdorf lernte im Mai 1950 Felfe kennen und empfahl ihn Siegfried Ungermann als Mitarbeiter. Felfe hatte Watzdorf von einem sowjetischen Anwerbungsversuch auf Johannes Clemens berichtet. Die Idee einer Gegenoperation durch die Organisation Gehlen versandete aus unbekannten Gründen. Nachdem Watzdorf kein Echo bekam, hakte er auf Drängen von Felfe noch einmal im August 1951 nach. Jetzt betrachtete er Felfe aufgrund dessen Tätigkeit im Notaufnahmelager Gießen für die GV C als besonders geeignet. Nur durch die Trägheit der Bearbeitung in der GV C bekam Felfe eine Anstellung bei der schneller agierenden Gegenspionagestelle GV L, sonst wäre er mit erheblichem Rückenwind aus Bonn zur Stelle GV C von Ungermann in der Organisation Gehlen gelangt. Es scheint so, als hätten die Sowjets mehrere Wege für das Heranspielen ihres „Perspektivagenten“ genutzt, denn Felfe war erst im September 1951 von den Sowjets angeworben worden.

### Organisation Gehlen
Mit Wirkung vom 15. November 1951 begann Felfe seinen Dienst in der Organisation Gehlen. Er erhielt den Dienst- bzw. Decknamen „Hans Friesen“ und die Verwaltungsnummer (V-Nr.) 3068. Laut Tarnpapieren war er in Gleiwitz geboren und lebte in Frankfurt am Main als Kaufmann. Als Arbeitgeber sollte er, wann immer nötig, die Münchener Firma Siegbert & Co., eine Legendenfirma der Organisation, angeben. Ein weiterer Tarnname Felfes war „Heinrich Sanders“, den er gelegentlich bei Dienstreisen nutzte. Felfes erster Auftrag war, ab dem 1. April 1952 die Untervertretung Rhein-Ruhr in Düsseldorf aufzubauen. Am 10. April 1953 teilte die Bonner Polizeibehörde dem ehemaligen Kriminalkommissar Felfe mit, dass sie seine Wiedereinstellung nach Artikel 131 des Grundgesetzes prüfe.
Felfe wechselte nach der Auflösung der Generalvertretung L zum 1. Oktober 1953 in die BND-Liegenschaft in Pullach in die Abteilung 40, zuständig für Gegenspionage, unter der Leitung von Kurt Kohler. Er bezog ein Zimmer in der Grünwalder Sportschule in der Ebertstraße 1. Nach außen war er Angestellter der Münchner Firma „Sinduver“. Am 27. Januar 1954 bezog er eine Erdgeschosswohnung mit viereinhalb Zimmern für 200 D-Mark in der Friedrich-Herschel-Straße 3 in München-Bogenhausen, in die seine Familie und seine Schwiegermutter einzogen. Im Januar 1954 wurde Felfes Abteilung umorganisiert, hieß „122“ und wurde vom Führungsbeauftragten Konrad Kühlein angeleitet. Im Herbst 1954 erhielt er als Dienstwaffe eine Walther Modell 8.
Im Mai 1954 wurde Felfe dem Fall „Lena“ zugeteilt, wohinter sich Günter Hofé verbarg. Im Januar 1955 änderte sich Felfes KGB-Tarnname von Paul zu „Konrad“. Unter der Bezeichnung „Mercedes“ war er auch für den Ostkontaktversuch von Bogislaw von Bonin zuständig und führte Günther Tonn unter dem Namen „Bambi“ als Doppelagenten.

### Frühe Verdachtsmomente 1954 und Schutzoperation des KGB
Bereits im Juni 1954 hatte das amerikanische Counter Intelligence Corps (CIC), die Spionageabwehr des US-Militärgeheimdienstes, im Rahmen der Operation Campus Heinz Felfe mit 70-prozentiger Wahrscheinlichkeit als Ostagenten erkannt. Die Hinweise kamen hauptsächlich von dem Spionageabwehr-Mitarbeiter Ludwig Albert der Organisation Gehlen, der mit Wissen von Reinhard Gehlen im Rahmen von Campus für das CIC tätig war, und durch Analyse der Pannenfälle der Organisation Gehlen im Jahr 1953. Nachdem die CIC-Operation Campus nicht offiziell autorisiert war, erfolgte keine Weitergabe der CIC-Informationen an die CIA, die ebenfalls nach einem Leck suchte und bereits 1954 Hinweise auf Felfe durch den Überläufer Peter Deriabin erhalten hatte. Ein Abgleich war somit nicht möglich.
Stattdessen begann das KGB, das von dem Verdacht gegen Felfe über die Operation Campus erfahren hatte, in Zusammenarbeit mit dem Ministerium für Staatssicherheit der DDR (MfS) über den MfS-Agenten Herbert Weinmann den Hinweisgeber Ludwig Albert als Ostagent zu verdächtigen, um Felfe reinzuwaschen. Der vom Bundeskriminalamt am 4. Juli 1955 festgenommene Albert wurde damit nicht fertig, beging wenige Tage später Selbstmord und verstärkte dadurch noch diesen Verdacht. Erst in der Analyse des Verratsfalles Felfe kam die CIA später zu dem Ergebnis, dass Ludwig Albert ein unschuldiges Opfer, ein „false victim“ war. Jahre später gab auch der MfS-Agent Weinmann zu, dass viele seiner Anschuldigungen erfunden waren.
Felfe blieb aufgrund der mangelnden Koordination zwischen CIC, CIA und Organisation Gehlen und der gemeinschaftlichen Schutzoperation des KGB zusammen mit dem MfS weiter in der Gegenspionage tätig und gelangte so trotz des Verdachts in den BND.

### Bundesnachrichtendienst
Am 1. April 1956 wurde aus der Organisation Gehlen der BND und Felfe dessen Angehöriger. 1956 nahm Felfe an einer von der CIA organisierten USA-Reise für BND-Angehörige teil.
Ende Februar 1958 wurde Felfe in das Beamtenverhältnis übernommen und zum Regierungsrat (Besoldungsgruppe A 13) ernannt. Weil ihm die Bildungsvoraussetzungen für eine Laufbahn des höheren Dienstes fehlten, musste er als sogenannter „anderer Bewerber“ eine Prüfung vor dem Bundespersonalausschuss ablegen. Dabei musste er dem damaligen Vorsitzenden, Bundesrechnungshof-Präsident Guido Hertel, unter anderem erklären, was ein toter Briefkasten sei.
Am 1. März 1959 übernahm Felfe, zu diesem Zeitpunkt zuständig für die Gegenspionage gegen die Sowjetunion, die Operation „Index“ zur Überwachung der 1955 in Bonn eingerichteten sowjetischen Botschaft. Von Januar 1956 bis Februar 1959 gehörte er noch nicht zum Mitarbeiterkreis von Index, war als Referent der Gegenspionageabteilung aber allgemein über die Operation orientiert. Den vollen Umfang der operativen Index-Arbeit erhielt er in dieser Zeit von Hans Clemens, der im Rahmen der Operation eine kleine Außenorganisation in Köln leitete.
Vom 21. April bis 19. Mai 1960 beantragte Felfe auf Wunsch des KGB eine Wehrübung bei der Schule für Nachrichtenwesen der Bundeswehr (SNBw), die das Personal des Militärischen Abschirmdienstes (MAD) ausbildete. Für die Wehrübung war eine Sicherheitsüberprüfung notwendig, für die der MAD zuständig war. Dieser holte dazu Auskünfte bei den früheren Westalliierten, den Landesbehörden für Verfassungsschutz und dem Berlin Document Center ein, was der BND bislang unterlassen hatte. Dadurch erfuhr der MAD von den Bedenken gegen Felfe und entschied, dass die Wehrübung nicht vor dem Abschluss der Sicherheitsüberprüfung angetreten werden könne, was bis zu seiner Verhaftung nicht mehr geschah.
Michał Goleniewski, ein polnischer Doppelagent und Überläufer mit dem CIA-Decknamen „Sniper“, berichtete der CIA, dass zwei BND-Mitarbeiter der Reise KGB-Spione sein sollten. Dies war der erste konkrete Hinweis auf Felfes Spionagetätigkeit. Vorher gab es nur vage und unbestätigte Vermutungen. Im Folgenden wurde dem BND immer klarer, dass eigene Operationen verraten worden waren.
BND-Präsident Reinhard Gehlen setzte eine kleine, ihm direkt unterstellte Ermittlungsgruppe unter dem Codenamen „Mexiko“ ein. Am 13. März 1961 begann der BND sämtliche Telefonanschlüsse Felfes abzuhören, seinen Dienstapparat, in seiner Münchner Wohnung und in seinem Wochenend-/Ferienhaus in Oberaudorf. Dadurch gerieten auch Johannes Clemens und Erwin Tiebel unter Spionageverdacht. Ende Oktober 1961 informierte der BND den Generalbundesanwalt über den Verdacht, der die Beweise aber nicht für ausreichend und gerichtsverwertbar hielt. Clemens empfing über Agentenfunk Anweisungen des KGB für Felfe, die Clemens an Felfe weitergab. Durch die Postkontrolle wurde ein Brief von Clemens an Felfe mit KGB-Anweisungen abgefangen, der entscheidende Beweis. Daraufhin wurden Beamte der Münchener Kriminalpolizei ins Doktorhaus, den Sitz des BND-Präsidenten in Pullach, gerufen und Felfe ebenso dorthin bestellt. Um 12 Uhr des 6. November 1961 wurde Felfe verhaftet.
Felfe wurde durch das vom KGB und GRU gelieferte Spielmaterial zum engen Vertrauten von Gehlen. Gehlen lobte das Material, das auf persönliche Weisung des KGB-Chefs Scheljepin so gut gewesen sei, dass es „bis heute ohne Untertreibung als einmalig bezeichnet werden könne“. Im Übrigen geht Gehlen nur kurz auf drei Seiten (S. 296 ff.) auf den Fall Felfe ein. Von Ansehensverlust will er nichts wissen. Befreundete Dienste wie der CIA hätten ihm mit den Worten gratuliert, sie selbst hätten ihren Felfe noch nicht gefunden. Unter anderem behauptete dieser 1953, einen Agentenring in Moskau zu führen, und lieferte dem Dienst unter anderem geheime ZK-Protokolle der SED (inklusive angeblicher Kritik hoher SED-Funktionäre an Walter Ulbricht), die Identität für den KGB entbehrlicher Agenten und einen sehr genauen Plan des KGB-Hauptquartiers in Berlin-Karlshorst, den Gehlen besonders gern ausländischen Geheimdienst-Besuchern zeigte. Felfe erhielt zuletzt die Funktion eines Leiters des Referats Gegenspionage Sowjetunion mit Zugang zu vielen Geheimakten des Auswärtigen Amtes und der Bundesregierung. In dieser Funktion war er auch mit der Leitung der „Panoptikum“ genannten Untersuchung über einen in den Reihen des BND vermuteten hochrangigen Maulwurf beauftragt, also mit seinem eigenen Fall.
Laut einem Schadens-Memorandum (Damage Report) des US-amerikanischen Nachrichtendienstes CIA, das nach seiner Enttarnung erstellt wurde, verriet er über 15.000 „recorded individual items“ (Geheimsachen) und „verbrannte“ (enttarnte) allein an die 100 CIA-Agenten. Unter anderem gelang es ihm, sich in die CIA-Aktivitäten gegen die Zentrale des KGB in der DDR in Karlshorst einbinden zu lassen, was unter anderem zur Enttarnung eines CIA-Maulwurfs führte. Nach Gordiewsky/Andrew konnte er durch das Weiterleiten der Anfragen der CIA und anderer Dienste die Sowjets über deren Interessengebiete auf dem Laufenden halten. Beim BND hatte sein Verrat noch katastrophalere Auswirkungen. Er enttarnte nicht nur dessen Führungsspitze, sondern auch „a relatively high number of field officers“ (Auslandsagenten).
Felfe traf sich mindestens 20 Mal persönlich mit seinem Führungsoffizier und hatte zu den Einzelheiten von mindestens 19 Gegenspionageoperationen Kenntnis. Er verriet die Gliederung der Organisation Gehlen und des BND, die Besetzung des Leitungspersonals und kannte die BND-Schulen in Backnang, am Starnberger See, in Weinheim und Köln. Im Strafverfahren wurde von mindestens 95 verratenen Identitäten ausgegangen. Erst nach fast 15 Jahren hob der CIA die gegenüber dem BND bestehenden Vorbehalte aufgrund des Falls Felfe offiziell auf.
Durch seine Stellung als Leiter der Spionageabwehr hatte Felfe zudem jahrelang die Aktivitäten dieses Bereichs ins Leere laufen lassen (wie davor der in ähnlicher Funktion tätige Kim Philby im englischen Geheimdienst). Der Schadensbericht des BND muss noch viel umfangreicher gewesen sein; es wurden 300 Minox-Mikrofilme mit 15.660 Fotos und 20 Tonbänder in seiner Wohnung gefunden. Unter anderem verriet Felfe die für das Kanzleramt vom BND erstellten geheimen Lageberichte. Weltweit 94 V-Männer des BND wurden von ihm verraten, unter anderem der BND-Resident in Bangkok. Die Identitäten, die sonst beim BND prinzipiell nur wenigen Mitarbeitern bekannt waren, verschaffte er sich durch geschicktes Aushorchen innerhalb der Behörde. Selbst noch in der Untersuchungshaft unterrichtete er den KGB mit in Geheimtinte verfassten Zusätzen zu Privatbriefen über die laufenden Verhöre.
Der Ruf des Bundesnachrichtendienstes, der zuvor schon nicht in der Lage gewesen war, die Vorbereitungen der DDR zum Bau der Berliner Mauer zu erkennen, wurde durch den Verrat Felfes sowohl bei deutschen Politikern als auch gegenüber den Amerikanern und anderen ausländischen Diensten weiter nachhaltig geschädigt. Noch schlimmer war der Vertrauensverlust innerhalb der Organisation und gegenüber dem BND-Präsidenten Gehlen selbst. Auch das Vertrauen Konrad Adenauers zu Gehlen, der Ambitionen hatte, zu einem wichtigen Berater des Kanzlers aufzusteigen, wurde durch die Affäre nachhaltig erschüttert.
Bei der CIA und selbst beim BND gab es aufgrund des aufwändigen Lebensstils von Felfe ab Mitte der 1950er-Jahre Verdachtsmomente. Außerdem waren seine Erfolge zu perfekt – auch innerhalb des BND war man misstrauisch geworden und selbst Gehlens ebenfalls beim BND arbeitender Schwager warnte ihn. Felfe hatte aber stets die Rückendeckung von Gehlen.

### Untersuchungshaft
Am Abend der Verhaftung wurde das Bundeskanzleramt unterrichtet. Der durch die Verhaftung der drei KGB-Spione Felfe, Clemens und Tiebel ausgelöste Sicherheitsfall erhielt im BND die Bezeichnung „Chile“. Die Organisationseinheit „Büro“ sollte den Fall aufklären und den Sonderstab „Mexiko“ unterstützen. Felfe wurde in der Justizvollzugsanstalt Koblenz untergebracht. Dort empfahl ihm der Mithäftling Heinrich Bastigkeit, ein ehemaliger Major der Bundeswehr, den Kölner Anwalt Eduard Burger. Mitte Dezember 1961 wurde der Spionagefall öffentlich. Am 28. April 1962 widerrief das Bundeskanzleramt Felfes Ernennung zum Bundesbeamten und forderte Dienstbezüge seit Anfang 1958 in Höhe von 67.000 D-Mark zurück. Die Forderung sollte jedoch nie durchgesetzt werden. Am 22. Mai 1962 wurde Felfe in die Justizvollzugsanstalt Karlsruhe verlegt.
Am 25. September 1962 wurde Felfes Ehe vom Landgericht München I aufgrund seiner KGB-Spionage „schuldhaft“ geschieden. Seine Frau Ingeborg nahm ihren Geburtsnamen „Conrad“ wieder an; später auch seine Kinder.

### Strafprozess
Am 8. Juli 1963 begann unter großem öffentlichem Interesse der Prozess gegen Felfe, Clemens und Tiebel vor dem 3. Strafsenat des Bundesgerichtshofes im Saal 232 des Neubaus in Karlsruhe. Den Vorsitz hatte Bundesrichter Kurt Weber, die Anklage vertrat Oberstaatsanwalt Erwin Fischer. Felfes Rechtsanwalt war der Kölner Verteidiger Eduard Burger. Es waren neun Zeugen geladen. Sechs von zehn Verhandlungstage fanden wegen Gefährdung der Staatssicherheit unter Ausschluss der Öffentlichkeit statt. Am 23. Juli 1963 wurde Felfe zu 14 Jahren Zuchthaus wegen Landesverrats in Tateinheit mit verräterischen Beziehungen, mit Geheimnisbruch in besonders schwerem Fall, mit Verwahrungsbruch in gewinnsüchtiger Absicht mit schwerer Bestechlichkeit verurteilt, wobei ihm ein Jahr Untersuchungshaft angerechnet wurde. Damit blieb das Gericht ein Jahr unter der Forderung der Anklage. Zudem wurde der Verfall von 140.000 DM sowie aller privaten Gegenstände, die im Zusammenhang mit seiner Spionage standen, angeordnet und der Verlust der bürgerlichen Ehrenrechte erklärt. Sein Ferienhaus in Oberaudorf war bereits beschlagnahmt worden. Besonders schulderschwerend wertete das Gericht den außerordentlich großen Umfang seiner langjährigen Verratstätigkeit, die hohe Bedeutung des von ihm gelieferten Materials, seine Gewissenlosigkeit, das hinterhältige Einschleichen in die Organisation Gehlen, den skrupellosen Bruch des Beamteneides sowie seinen Antrieb durch niedriges Gewinnstreben und die hohe Gefährdung von BND-Mitarbeitern. Clemens erhielt zehn Jahre Zuchthaus und Tiebel drei Jahre.

### Strafvollzug und Agentenaustausch
Felfe verbüßte seine Strafe in einem 8,69 Quadratmeter großen Haftraum in der Justizvollzugsanstalt Straubing. Dort trug er die Häftlingsnummer 7709. In der JVA hatte er Kontakt zu Alfred Frenzel. Felfe hoffte auf einen baldigen Austausch, und auch der KGB und die DDR-Regierung bemühten sich darum, doch der BND und der Generalbundesanwalt verzögerten diesen immer wieder. Die DDR drohte, das Freikaufprogramm der Bundesregierung für politische Häftlinge einzufrieren. Der Bundesminister für gesamtdeutsche Fragen Herbert Wehner erreichte dann bei Bundeskanzler Kurt Georg Kiesinger die Freigabe Felfes.
Mit der „Operation Schippchen“ wollte der BND Felfe dazu bewegen, nach seiner Strafentlassung nicht in den Osten zu gehen. Stattdessen sollte er 500.000 D-Mark erhalten, seine Memoiren im Sinne des BND verfassen und in einem Drittland – angedacht waren die USA – eine neue Existenz aufbauen. In der JVA stellte ein „Dr. Bayer“ die Pläne Felfe vor, der sichtlich angetan war. Das Gespräch wurde heimlich vom BND aufgezeichnet. Die CIA und die Bundesregierung, die erst später eingeweiht wurden, waren jedoch gegen die Operation, sodass diese eingestellt wurde. Darüber wurde Felfe jedoch im Unklaren gelassen.
Am 14. Februar 1969 wurde Felfe bei einem Agentenaustausch am Grenzübergang Wartha/Herleshausen ausgetauscht und war nach 2658 Tagen wieder frei. Vor Ort wurde ihm die Begnadigung durch den Bundespräsidenten eröffnet. Ausgetauscht wurde Felfe gegen die Heidelberger Studenten Walter Naumann, Peter Sonntag und Volker Schaffhauser, die in der Sowjetunion wegen Spionage inhaftiert waren. Bereits am Vortag waren – als Teil der Vereinbarung, die aber nicht öffentlich werden sollte – 21 wegen Spionage für den BND verurteilte Personen freigelassen worden. Felfe wurde von seinem ehemaligen Agentenführer „Alfred“ (Witali W. Korotkow) mit einem großen Strauß roter Nelken empfangen. Der BND fotografierte den Austausch heimlich und spielte Fotos davon der westdeutschen Presse zu.

### In der DDR
Anfangs bewohnte Felfe ein kleines vom KGB gestelltes Haus in Berlin-Karlshorst. Das MfS führte ihn unter den Decknamen „Starke“, beim KGB blieb es bei „Kurt“. Die intensive Betreuung und Integration in die Gesellschaft sollte auf aktive und potentielle Spione ausstrahlen. Felfe bemühte sich immer wieder um eine Reiseerlaubnis in den Westen, was ihm jedoch stets verwehrt wurde. Dies galt auch, als er das Rentenalter erreicht hatte und DDR-Rentner grundsätzlich in das nichtsozialistische Ausland reisen durften. Felfe blieb Staatsangehöriger der Bundesrepublik. Daher beantragte er 1969 bei den westdeutschen Behörden einen Reisepass, was aber abgelehnt wurde.
Felfes Tochter besuchte ihn im Osten, und sie unternahmen eine Reise in die Sowjetunion. Dort wurde der Romeo-Agent „Viktor“ auf sie angesetzt, in den sie sich verliebte und daraufhin begann, Russisch zu lernen. Felfes Exfrau Ingeborg besuchte ihn zu seinem 50. Geburtstag am 16. September 1969. Er fragte sie, ob sie ihn erneut heiraten und in die DDR übersiedeln wolle, was sie jedoch entschieden ablehnte.
Felfe wurde vom MfS bestens versorgt. Er fuhr einen BMW 2000 und unternahm jährlich meist mehrere Reisen, die vom MfS bezahlt und organisiert wurden. Da sich der anspruchsvolle Felfe nicht scheute, sich gegebenenfalls bei der MfS-Führung oder gleich in Moskau zu beschweren, wurden in der Regel alle seine Wünsche erfüllt.
Felfe sollte im Auftrag Moskaus schnellstmöglich seine Memoiren schreiben. Um diesen zuvorzukommen, erstellte der BND das Anti-Felfe-Buch „Moskau ruft Heinz Felfe“. Trotz fertigen Manuskripts wurde es nie veröffentlicht, weil die Bundesregierung dagegen war. Derweil ging im BND weiter die Angst nach einem „zweiten Felfe“ um, nach dem ständig gesucht wurde und wodurch die eigentlichen Aufgaben behindert wurden. Später wurde das Buch „Im Zentrum der Spionage“ des Überläufers Werner Stiller der improvisierte publizistische Gegenentwurf zu Felfes Memoiren.
Am 15. Juli 1970 wurde Felfe der akademische Grad eines Diplom-Kriminalisten mit Bestnote verliehen. Weder hatte Felfe ein Kriminalistikstudium absolviert noch eine Diplomarbeit angefertigt. Begründet wurde die Verleihung mit seinem Wirken als Kundschafter und seine zu erwartenden Leistungen, womit sein Buch mit seinen Lebenserinnerungen gemeint war. Anschließend wurde er freier wissenschaftlicher Mitarbeiter an der Sektion Kriminalistik der Humboldt-Universität. Die Sektion wurde von Ehrenfried Stelzer geleitet und bildete hauptsächlich für das MfS, das Ministerium des Innern der DDR und die Zollverwaltung der DDR aus. Die Familie Stelzer und die Familie Felfe waren später freundschaftlich verbunden. Eigens für Felfe wurde die „Arbeitsgruppe zur Erforschung der imperialistischen Kriminalistik“ eingerichtet. Am 1. Januar 1971 wurde Felfe zum wissenschaftlichen Oberassistenten ernannt.
Das MfS spielte eine Freundin, die Ärztin Anne-Margret Rose, an Felfe heran, mit der er tatsächlich zusammenkam. Später meinte das MfS jedoch, sie übe einen schlechten Einfluss auf ihn aus, sodass Maßnahmen eingeleitet wurden, um auf die Trennung hinzuarbeiten. Tatsächlich kam es wenig später zur Trennung. Kaum einen Monat später kam Felfe wieder mit einer Ärztin, der 1933 in Berlin-Moabit geborenen Jutta Storch, zusammen. Schon nach wenigen Monaten heirateten sie am 27. Mai 1971 standesamtlich.
Am 1. November 1971 promovierte Felfe mit einer Dissertation über das Thema „Zur Kontinuität der Politik des Imperialismus. Entstehung und Aufbau des Bundesnachrichtendienstes“. Laut Bodo Hechelhammer war sie oberflächlich und auf geringem wissenschaftlichem Niveau. Dennoch wurde die Arbeit, bei der Felfe massiv unterstützt worden war, mit der Höchstnote summa cum laude bewertet und als Geheime Verschlusssache eingestuft. Am 1. Dezember 1971 befürwortete die Humboldt-Universität die Erteilung der Lehrbefähigung (Facultas Docendi). Mit Wirkung zum 1. September 1972 wurde Felfe zum außerordentlichen Professor der Sektion Kriminalistik berufen.
Als Professor bezog Felfe ein Gehalt von monatlich 1600 Mark. Hinzu kamen 2200 Mark vom MfS (2500 Mark ab 1980), weitere 100 Mark für persönliche Bedürfnisse sowie die Kosten seines Autos und die laufenden Kosten seines Hauses in Berlin-Weißensee. Der KGB steuerte 2000 Mark bei, von denen 1450 Mark auf ein Moskauer Verwahrkonto zur Finanzierung von Betreuungsleistungen eingezahlt wurden und der Rest, in D-Mark umgetauscht, unter einer Legende an Felfes Tochter ausbezahlt wurde.
Nach dem Tod von Johannes Clemens nahm dessen verwitwete Frau mit Felfe Kontakt auf. Clemens habe seine Memoiren verfasst, die sie veröffentlichen werde, falls Felfe nicht einen Geldbetrag bezahle. Das KGB zahlte den Betrag, damit das Werk nicht in Konkurrenz zu Felfes geplanten Memoiren stehen würde und diese durch ihre Erstveröffentlichung die Deutungshoheit gewinnen konnten. Clemens’ Witwe verbrannte daraufhin angeblich das Manuskript.
Im November 1977 eröffnete die Juristische Hochschule des MfS in Potsdam-Eiche ein Traditionskabinett, in dem Felfes Rolle als „heldenhafter“ Kundschafter in Bild, Lebenslauf und Dokumenten gewürdigt wurde. In einem internen Museum in der KGB-Zentrale Lubjanka erhielt Felfe einen Ehrenplatz mit eigener Vitrine.
Am 8. März 1979 stellte Felfe eine Studie „Mögliche Verfahrensweisen des BND zur Nutzung des Verräters Stiller“ fertig. Werner Stiller war kurz zuvor als hauptamtlicher MfS-Mitarbeiter in den Westen geflohen. Ab dem 1. Juli 1980 war Felfe „Hauptamtlicher Inoffizieller Mitarbeiter“ (HIM) des MfS. Er erhielt zwar keinen militärischen Dienstgrad, aber einen Dienstausweis und führte nun auch selbst den Decknamen Starke. Später beantragte Felfe eine Dienstpistole. Daraufhin wurde ihm eine Walther Modell 8 ausgehändigt, die er bereits vom BND kannte. Die Hauptabteilung II (Spionageabwehr) des MfS drehte zu Schulungszwecken einen knapp 70-minütigen Lehrfilm über das Leben Felfes als Kundschafter mit dem Titel „Der Mann aus Camp Nikolaus“.
1986 wurden Felfes Memoiren unter dem Titel Im Dienst des Gegners zuerst im Westen veröffentlicht. Bei der Vorstellung des Buches in Ost-Berlin wies er auf seine westdeutsche Staatsangehörigkeit hin, was seine DDR-„Gastgeber“ verärgerte. Die erste Auflage hatte einen Umfang von 8000 Exemplaren, die zweite von 2000. In der DDR erschien später eine überarbeitete und teilweise ergänzte Fassung unter dem Titel Im Dienst des Gegners. Autobiografie. Die russische Version seines Buches soll in einer Anzahl von 200.000 Exemplaren erschienen sein, wovon 100.000 bereits am ersten Tag verkauft gewesen sein sollen.

### Vereinigtes Deutschland
Nach der deutschen Wiedervereinigung kündigte die Humboldt-Universität Felfe, der das Rentenalter längst erreicht hatte, seine Professorenstelle mit dem Ablauf des 31. März 1991. Anlass war ein Artikel des Magazins Der Spiegel. Von 1990 bis 1992 veröffentlichte Felfe vier Aufsätze in der Fachzeitschrift Kriminalistik, die er seit 1950 abonniert hatte. Im August 1991 berichtete die Bildzeitung über einen angeblichen Lottogewinn von Felfe in Höhe von 709.611,70 DM unter dem Titel „6 Richtige für den Falschen“. Die Meldung erwies sich als Zeitungsente. Wer hinter der Aktion steckte, blieb unbekannt. In diesem Zeitraum nahm der BND mit Felfe Kontakt auf. Er sollte wieder für den BND arbeiten, weil sich der BND für sein Insider-Wissen über den KGB interessierte. Felfe lehnte ab. Am 30. März 1995 wurde er für das Buch „Battleground Berlin“ von zwei der Autoren, David E. Murphy und George Bailey, interviewt.
Im März 2008 gratulierte ihm die KGB-Nachfolgeorganisation für Auslandsspionage SWR zum 90. Geburtstag.
Felfe starb am 8. Mai 2008 in seinem Haus im Bundenbacher Weg in Berlin-Weißensee im Schlaf an Herzversagen. Die Beisetzung seiner Urne fand am 19. Juni 2008 anonym auf dem nahen Friedhof Weißensee an der Roelckestraße statt. An der Beisetzung nahmen ehemalige MfS-Angehörige und Vertreter der Russischen Botschaft in Berlin teil.

## Rezeption
Der Film Die Schlange aus dem Jahr 1973 griff den Spionagefall Felfe auf.
1991 strahlte Roland May seine Dokumentation KGB – Zwei Spione, eine Freundschaft im Mitteldeutschen Rundfunk über Felfe und seinen Führungsoffizier Korotkow aus.

## Auszeichnungen
- Goldenes HJ-Ehrenzeichen[53]
- Sudetenland-Medaille (22. Mai 1939)[54]
- Kriegsverdienstkreuz II. Klasse mit Schwertern (24. November 1944)[55]
- Kriegsverdienstkreuz I. Klasse mit Schwertern (1945)[55]
- Orden des Roten Sterns (Ende August 1975)[56]
- Vaterländischer Verdienstorden in Silber (März 1978)[57]
- Aktivist der sozialistischen Arbeit (März 1978)[57]
- Rotbannerorden (18. Juni 1982)[58]
- Verdienter Mitarbeiter der Sicherheitsorgane (KGB) (März 1983)[59]
- Medaille „Für die Festigung der Kampfgemeinschaft“ (März 1983)[59]
- Vaterländischer Verdienstorden in Gold (März 1983; verbunden mit 10.000 Mark Prämie)[59]

## Publikationen
- Zur Kontinuität der Politik des Imperialismus. Entstehung und Aufbau des Bundesnachrichtendienstes, Dissertation, 1971.
- Mögliche Verfahrensweisen des BND zur Nutzung des Verräters Stiller, 1979.
- Im Dienst des Gegners: 10 Jahre Moskaus Mann im BND. Rasch und Röhring Verlag, Hamburg/Zürich 1986, ISBN 3-89136-059-2.
- Memuary razvedčika : špionaž v pol'zu vojny ; razvedka v pol'zu mira, Izd.Pol.Literatur, Moskau, 1988.
- Der Mord an Vera „Sara“ Korn : Dargestellt anhand der Akten der Berliner Mordkommission (ohne Jahr und Verlag)